# روبرت آرثر (روائي)
روبرت آرثر (بالإنجليزية: Robert Arthur Jr.)‏ (و. 1909 – 1969 م) هو روائي، وكاتب، وكاتب للأطفال، وكاتب سيناريو أمريكي، توفي في فيلادلفيا، عن عمر يناهز 60 عاماً.

## التعليم
تعلم في كلية الآداب والعلوم والفنون في جامعة ميشيغان
.

## جوائز
حصل على جوائز منها:

جائزة إدغار

## وصلات خارجية
- روبرت آرثر على موقع IMDb (الإنجليزية)
- روبرت آرثر على موقع ميوزك برينز (الإنجليزية)
- روبرت آرثر على موقع قاعدة بيانات الفيلم (الإنجليزية)
- روبرت آرثر على موقع كينوبويسك (الروسية)

- روبرت آرثر في قاعدة بيانات الأفلام على الإنترنت